# Приэльбрусье (национальный парк)
«Приэльбрусье» — национальный парк, образован 22 сентября 1986 года в целях сохранения уникального природного комплекса Приэльбрусья и создания условий для развития организованного отдыха/туризма и альпинизма.. В административных границах парка находится 6 населенных пунктов, где проживают около 6 тысяч жителей.

## География
Территория национального парка расположена в районе центрального Кавказа, среднегорной и высокогорной зоне (1400-5642 м над ур. м.), включает часть Главного Кавказского и Бокового хребтов. В границах национального парка выделяются несколько морфологических форм рельефа: высокогорно-ледниковый, средневысотный горный рельеф, лавовые потоки, озерно-котловинный. Ледники занимают около 15% парка, крупнейшие - Большой Азау, Гарабаши, Семерка, Терскол, Ирик. Все реки национального парка входят в водную систему реки Малка длиной 210 км, которая берет начало на северных склонах Эльбруса.

## Фауна
Фауна национального парка богата и насчитывает 63 вида млекопитающих, 111 видов птиц, 11 видов пресмыкающихся, 8 видов земноводных, 6 видов рыб и огромное количество видов насекомых.
В национальном парке обитают животные как европейских широколиственных лесов — лесная куница, европейская лесная кошка, бурый медведь, косуля, многие птицы, так и степной зоны Европы — обыкновенный слепыш, обыкновенный хомяк, степной хорёк, серая куропатка и др. Среди эндемиков Кавказа — западнокавказский тур (лат. Capra caucasica), кавказский улар (лат. Tetraogallus caucasicus), кавказский тетерев (лат. Lyrurus mlokosiewiczi), кавказская выдра (лат. Lutra lutra meridionalis) и др. По данным учёта 1995 года на территории национального парка насчитывается 4600 особей кавказского тура (лат. Capra caucasica).
Среди млекопитающих, как интересные виды обитающие на территории парка, следует отметить серну, среди рыб — ручьевую форель (лат. Salmo trutta morpha fario). Много эндемичных форм и среди насекомых. Так, из 63 видов дневных бабочек 20 видов встречаются только в Приэльбрусье.
| Виды, включённые в Красную книгу РФ | Виды, включённые в Красную книгу РФ |
| Название                            | Научное название                    |
| ----------------------------------- | ----------------------------------- |
| Беспозвоночные                      |                                     |
| Мнемозина                           | Parnassius mnemosyne                |
| Земноводные                         |                                     |
| Малоазиатский тритон                | Triturus vittatus                   |
| Птицы                               |                                     |
| Балобан                             | Falco cherrug                       |
| Белоголовый сип                     | Gyps fulvus                         |
| Беркут                              | Aquila chrysaetos                   |
| Бородач                             | Gypaetus barbatus                   |
| Европейский тювик                   | Accipiter brevipes                  |
| Кавказский тетерев                  | Lyrurus mlokosiewiczi               |
| Могильник                           | Aquila heliaca                      |
| Орлан-белохвост                     | Haliaeetus albicilla                |
| Сапсан                              | Falco peregrinus                    |
| Стервятник                          | Neophron percnopterus               |
| Черный гриф                         | Aegypius monachus                   |
| Млекопитающие                       |                                     |
| Большой подковонос                  | Rhinolophus ferrumequinum           |
| Гигантская вечерница                | Nyctalus lasiopterus                |
| Кавказская выдра                    | Lutra lutra meridionalis            |
| Кавказская лесная кошка             | Felis silvestris caucasica          |
| Леопард                             | Panthera pardus                     |
| Малый подковонос                    | Rhinolophus hipposideros            |
| Остроухая ночница                   | Myotis blythi                       |
| Ночница трёхцветная                 | Myotis emarginatus                  |

## Флора
Исключительное разнообразие рельефа, температуры, увлажнения, почв, способствуют развитию самых разнообразных ландшафтов. Разобщенность отдельных ущелий и котловин способствует образованию эндемичных и сохранению реликтовых видов. Для природы парка характерно сочетание в животном и растительном мире видов, типичных для степных, средиземноморских районов Передней Азии. Вертикальная зональность климата обусловливает вертикальную поясность растительного покрова. Основными поясными типами растительности национального парка являются: нивальный, субнивальный, альпийский субальпийский, горно-лесной и горно-степной. Преобладающим типом растительного покрова являются луга. Мощный пояс хвойных лесов сменяется неширокой полосой древесно-кустарниковых редколесий, которые постепенно переходят в пояс субальпийских, а затем и альпийских лугов. Последние непосредственно примыкают к снежникам и фирновым полям. Флора цветковых и высших сосудистых растений Кабардино-Балкарии насчитывает около 3000 видов, что составляет 50 % видов, произрастающих на Кавказе в целом. Наиболее привлекательны альпийские и субальпийские луга с высотой травостоя соответственно 8-15 см и от 40-50 до 70-80 см.
Среди редких растений много эндемиков Кавказа: колокольчик Нефедова (лат. Campanula nefedovii), нут маленький (лат. Cicer minutum), волчеягодник баксанский (лат. Daphne baksanica), лилия однобратственная (лат. Lilium monadelphum), камнеломка Динника (лат. Saxifraga diimikii), лапчатка удивительная (лат. Potentilla divina), водосбор олимпийский (лат. Aquilegia olympica), прострел албанский (лат. Pulsatilla albana), колокольчик доломитовый (лат. Campanula dolomitica) и др. Особо охраняемым видом горно-лугового субальпийского ландшафта является рододендрон кавказский (лат. Rhododendron caucasicum) — вечнозелёный кустарник из семейства вересковых.
| Виды, включённые в Красную книгу РФ | Виды, включённые в Красную книгу РФ |
| Название                            | Научное название                    |
| ----------------------------------- | ----------------------------------- |
| Покрытосеменные                     |                                     |
| Береза Радде                        | Betula raddeana                     |
| Волчник (Волчеягодник) баксанский   | Daphne baksanica                    |
| Камнеломка колончатая               | Saxifraga columnaris                |
| Колокольчик доломитовый             | Campanula dolomitica                |
| Рябчик кавказский                   | Fritillaria caucasica               |
| Нут маленький                       | Cicer minutum                       |

## Туризм
На территории национального парка расположены 23 рекреационных учреждения, где в сезон могут отдохнуть около 5 тыс. человек. Плановый туризм в основном осуществляется под эгидой Эльбрусского совета по туризму и экскурсиям. Экскурсии проводятся по 16-ти тематическим маршрутам. Основные объекты автобусных экскурсий — Поляна Нарзанов (а также — Долина Нарзанов (пеший туризм)), г. Чегет, г. Эльбрус.
С целью международной популяризации горного туризма и активного образа жизни, посредством пропаганды культурного и этнографического наследия Приэльбрусья, в начале 2017 года, который был объявлен годом экологии в России, впервые за все время существования парка, было принято решение выбрать «Лицо» Национального парка «Приэльбрусье», которым стала, заслуженная артистка РСО-Алания и заслуженная артистка Южной Осетии — Дина Бекоева.

Дополнительные фотоматериалы с Викисклада
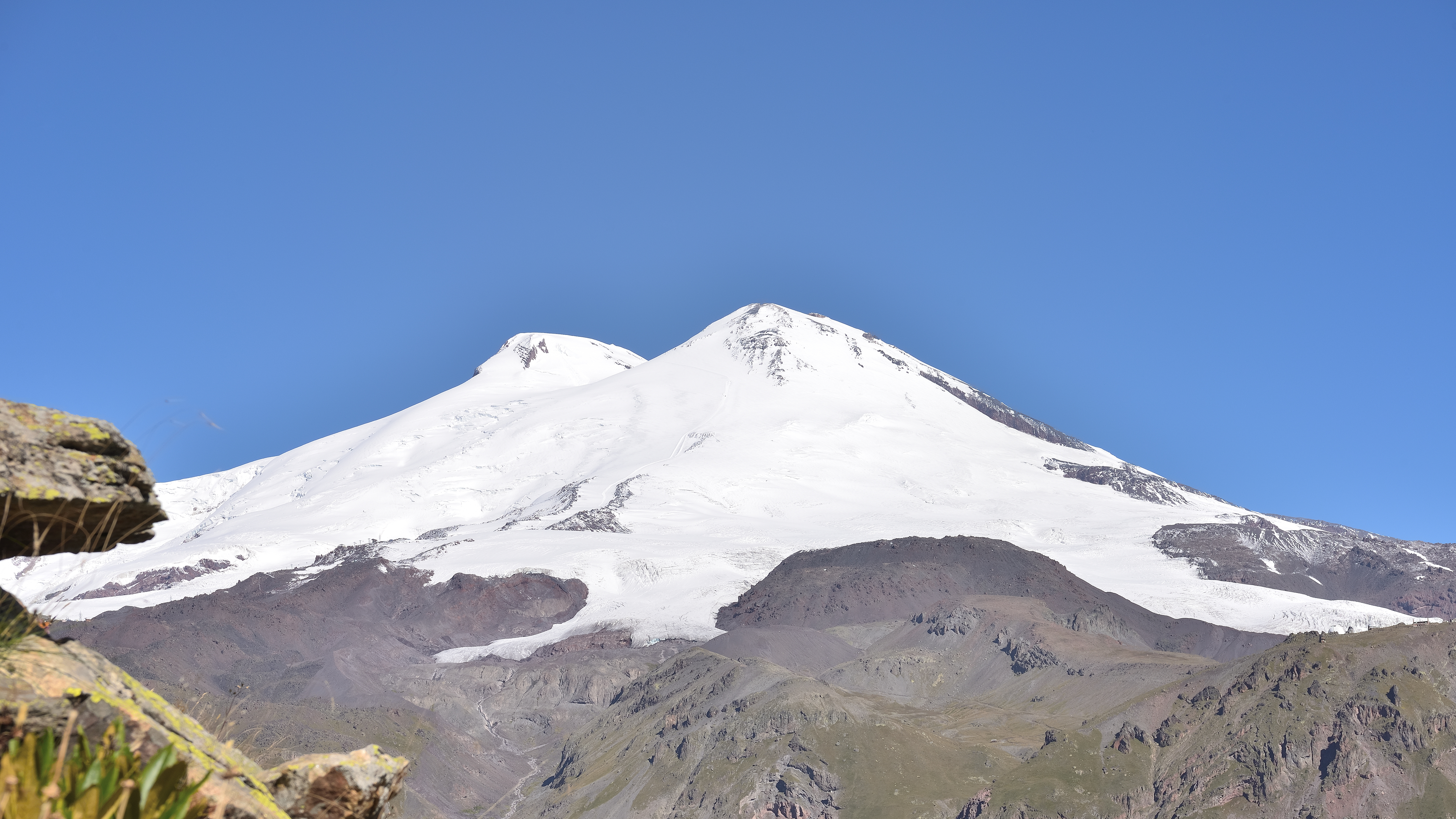
Ледники юго-восточного склона Эльбруса с горы Чегет
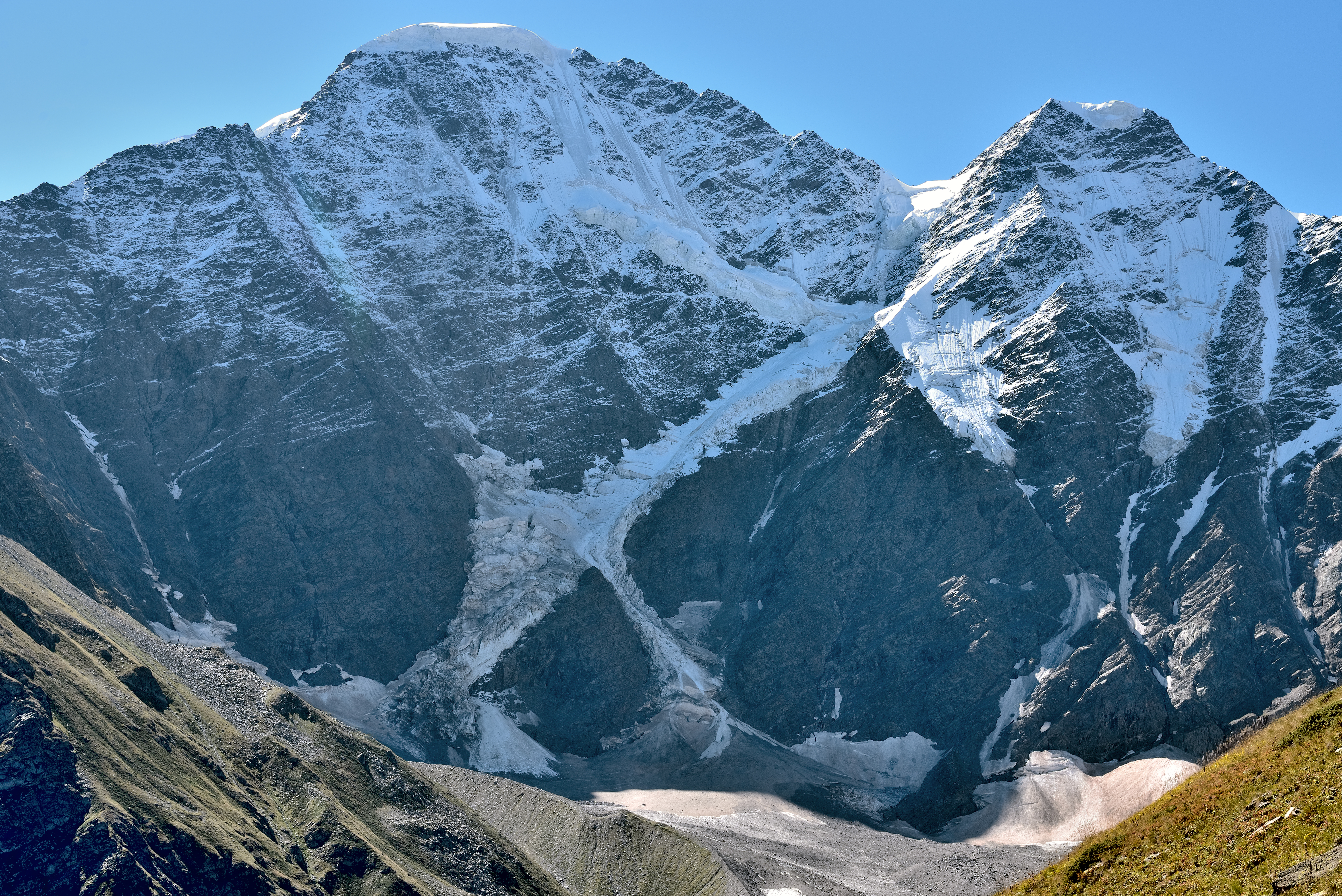
Донгузорун
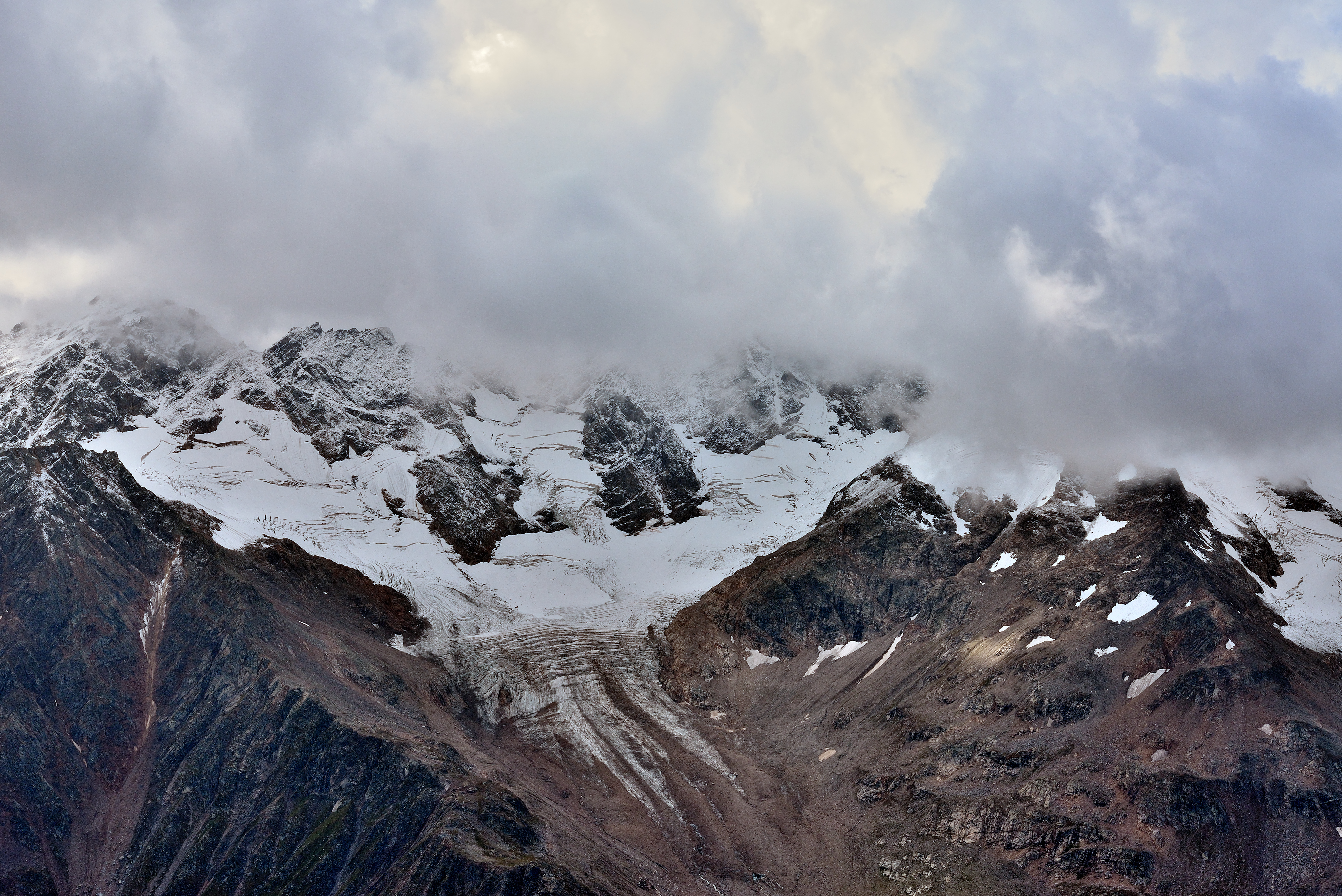
Ледник Чегеткара
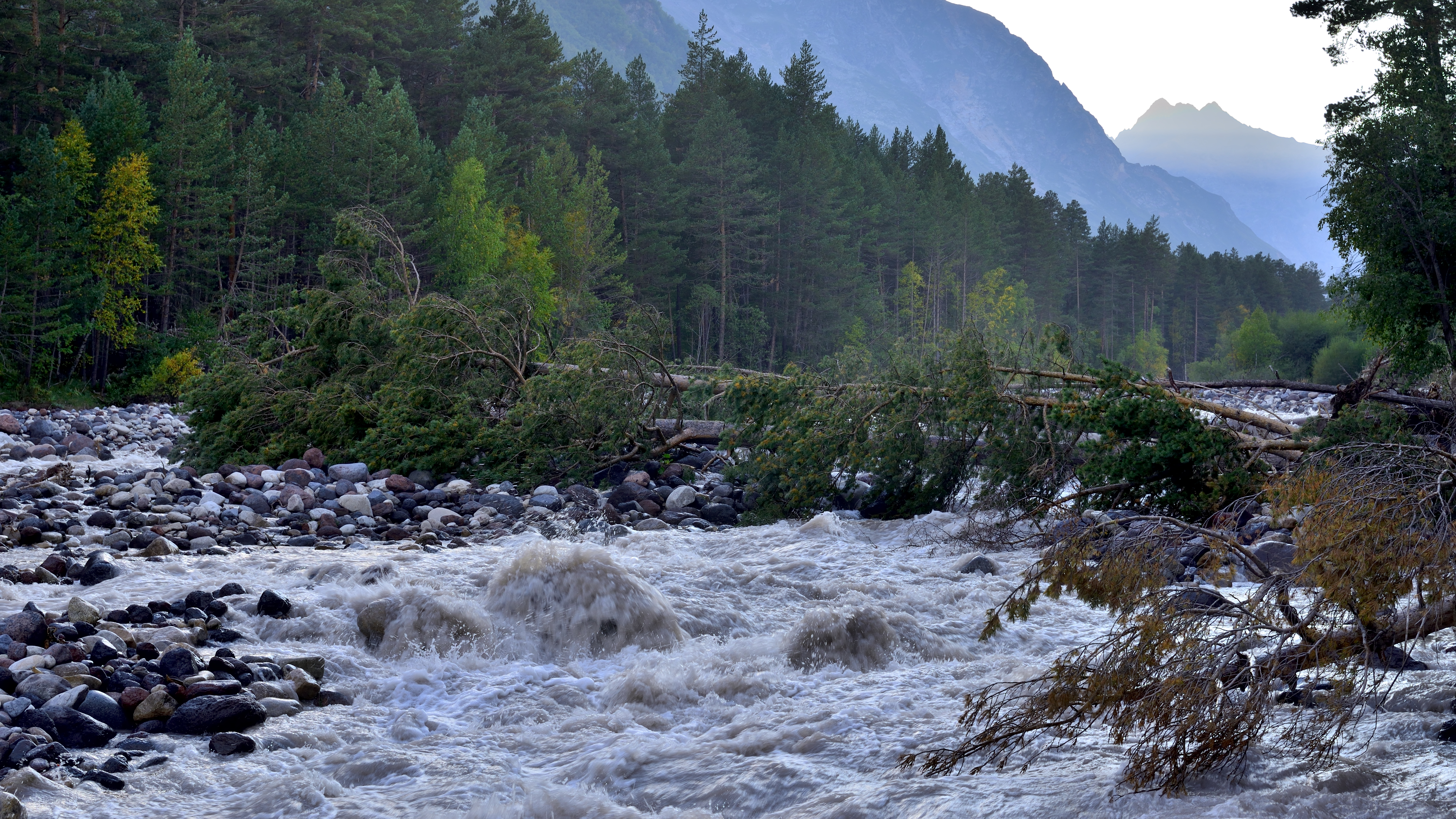
Бурный Баксан
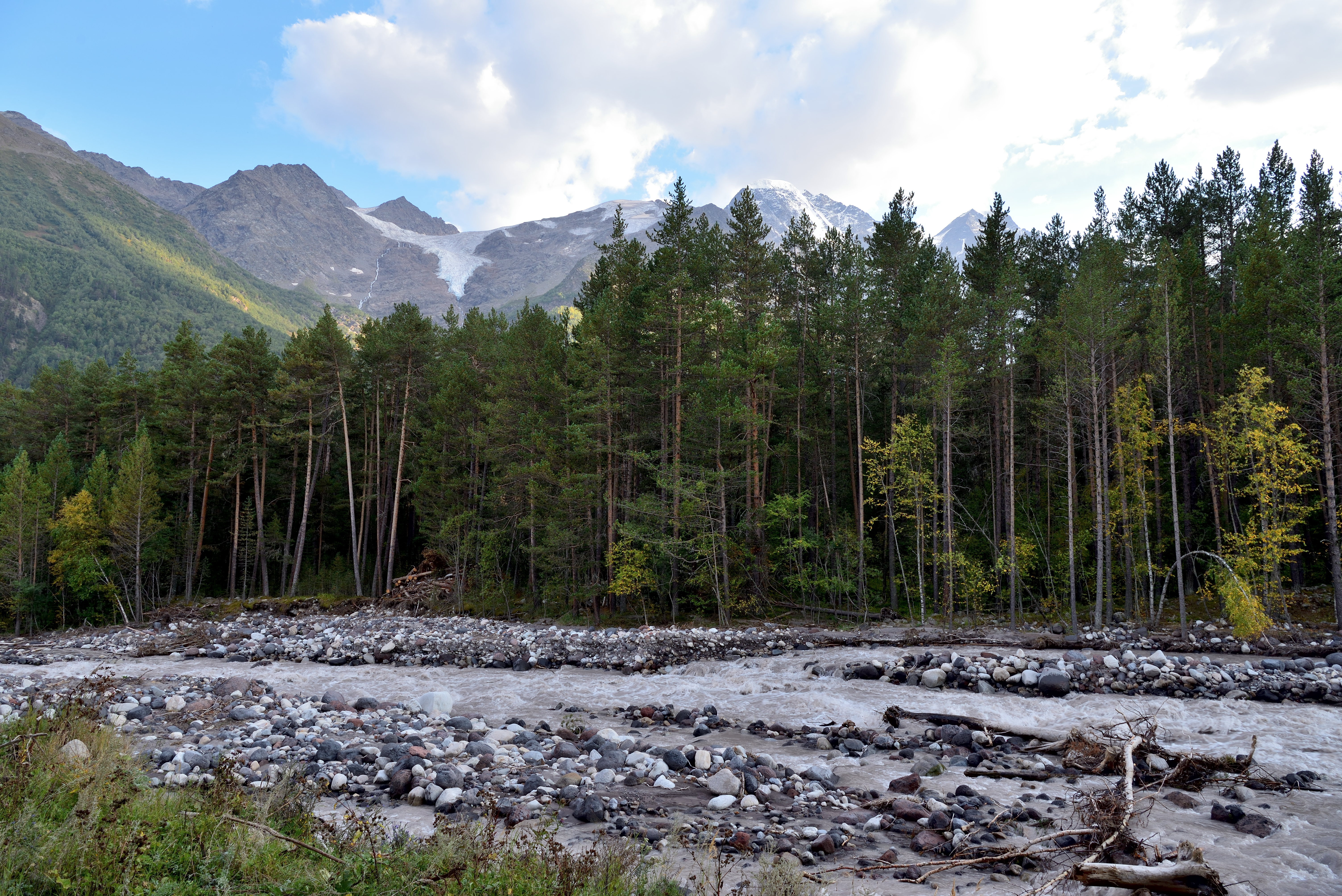
Лес на берегу Баксана
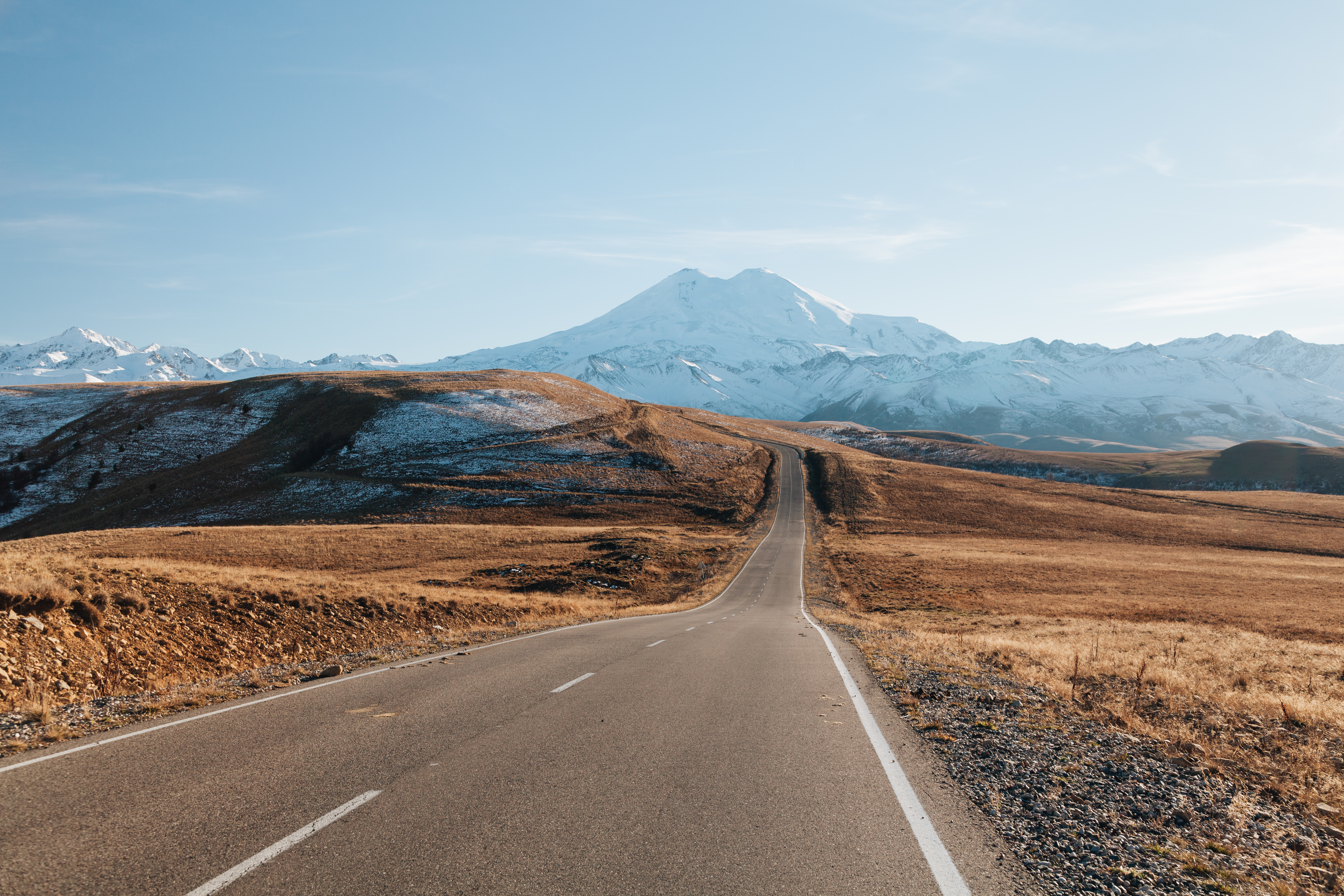
Национальный парк «Приэльбрусье», Центральный Кавказ